# Himanthalia
Genre
Synonymes
- Funicularius Roussel, 1806[2]

Himanthalia est un genre d’algues brunes de la famille des Himanthaliaceae. 

## Dénomination

### Étymologie
Le nom Himanthalia, dérive du grec ιμασ / imas, « courroie ; lanière servant de fouet ; ceinture ; corde », et θαλασ / thalas, mer, littéralement « ceinture de mer ». Certaines sources parlent de façon erronée de « langue de mer »,. En effet la description originale du botaniste danois Hans Christian Lyngbye (en) précise ἱμάς / imas, άντος / ántos, lorum, « lanière », et ἅλς / als, « mer ; sel », soit littéralement « lanière de mer ».

### Noms vernaculaires
Les Himanthalia sont utilisés pour l'alimentation humaine ; ils sont commercialisés en France sous le nom de « Haricots de mer » ou de « Spaghettis de mer ».

## Liste d'espèces
Selon AlgaeBase (23 août 2017) et World Register of Marine Species (23 août 2017) :
- Himanthalia durvillei Bory de Saint-Vincent, 1828
- Himanthalia elongata (Linnaeus) S.F.Gray, 1821 (espèce type)

Selon ITIS (23 août 2017) :
- Himanthalia elongata